# Hardbakke
Hardbakke este o localitate din comuna Solund, provincia Sogn og Fjordane, Norvegia, cu o suprafață de 0,26 km² și o populație de 295 locuitori (2013).